# Trapa (Allande)
Trapa es una casería perteneciente a la parroquia de Berducedo, en el concejo de Allande, comarca del Narcea, Principado de Asturias, España.

## Historia
Hacia mediados del siglo XIX, el lugar ya pertenecía a Allande. Aparece descrito en el decimoquinto volumen del Diccionario geográfico-estadístico-histórico de España y sus posesiones de Ultramar de Pascual Madoz con las siguientes palabras:

TRAPA: l. en la prov. de Oviedo, ayunt. de Allande y felig. de Sta. Maria de Berducedo (V.).
(Madoz, 1849, p. 129)

En 2023, la entidad singular de población no tenía empadronado ningún habitante.